# بوسيدون
بوسايدن أو بوسيدون أو بوزيدون (باللغة الإغريقية:Ποσειδών ، تنطق [poseːdɔ́ːn]) هو إله البحر والعواصف والزلازل والخيول. وهو أحد الاولمبيون الإثني عشر في الديانة والمثيلوجيا اليونانية القديمة، كان يكرم باعتباره الإله الرئيسي في بيلوس وطيبة. وكان لديه أيضا لقب «مزلزل الأرض». في أساطير أركاديا كان مرتبطًا بديميتر وبيرسيفوني وقد بُجِّلَ كحصان، ولكن يبدو أنه كان في الأصل إلهًا للمياه. غالبًا ما يُنظر إليه على أنه مروض أو أب الخيول ، وبضربة من رمحه أنشأ ينابيع ارتبطت بكلمة حصان. وفي المثيلوجيا الرومانية يعتبر نظيره الروماني هو نبتون.

## أصله وأسرته
ترجع أصول بوسيدون إلى بلاد ليبيا (شمال افريقيا) ، وحسب الأساطير اليونانية القديمة هو ابن الجبارين كرونوس وريا، وشقيق كل من زيوس وهيرا وديميتر إلهة الأرض والخصب كذلك هاديس سيد العالم السفلي. وهو يعتبر من الآلهة الأولمبية العظيمة لأنه وزيوس وهيرا من أقدم الآلهة، وقد كانت أمفيتريت زوجته، غير أن له ارتباطات مع غيرها من الزوجات، سواء الإلهية الخالدة أو الإنسانية الفانية.

## قوَّته وأعماله
هو إله الزلازل والعواصف البحرية والماء، وهو أيضا باني طروادة برفقة ابن أخيه أبولو، ومُوجد الحصان السريع، والحصان المجنح بيغاسوس.

## بوسايدون في الميثولوجيا الإغريقية
بحسب الميثولوجيا الإغريقية فإن بوسيدون هو أب ترايتون وعنتي، وهو زوج غايا إلهة الطبيعة والأرض، كما أنه أب آثينا / تانيت وأطلس في الميثولوجيا الإغريقية.
كان بوسيدون حامية للبحارة والعديد من المدن والمستعمرات اليونانية. يقترح هوميروس وهسيودوس أن بوسيدون أصبح ملك البحر بعد هزيمة والده كرونوس. وبعذ ذلك كانت العالم مقسومة بين بوسيدون وزيوس وهاديس، حكم زيوس السماء وهاديس العالم السفلي وبوسيدون البحار وكانت جبل أوليمب والأرض ملك الآلهة الثلاثة. في قصة الإلياذة، يروي هوميروس ان دعم بوسيدون الإغريق ضد جنود طروادة أثناء حرب طروادة.

## أصول اسم بوسيدون
أقرب حدث موثق للاسم كانت مكتوبة بنظام الخطي ب وكانت "𐀡𐀮𐀆𐀃" (ينطق بالعربية پو-سي-داو وباللاتينية "po-se-da-o")، أو "𐀡𐀮𐀆𐀺𐀚" (ينطق بالعربية پو-سي-دا-وو-نه أو باللاتينية "Po-se-da-wo-ne") التي تتوافق مع الكلمة اليونانية الميسينية Ποσειδάων (پوسايداون) و Ποσειδάϝονος (پوسيداونوس)، وفي روايات هويروس كان يشير إلى بوسيدون باسم Ποσειδάων، وكان معروف باليونانية الأيوليكية باسم Ποτειδάων (پوتايداون).
أصول أسم بوسيدون غير واضحة وهناك بعض النظريات. إحدى النظريات تقسمها إلى عنصر يعني «الزوج» أو «الرب» وبمعنى أخرى الأرض. يقول العالم الألماني والتر بوركرت أن «العنصر الثاني δᾶ- في أسم بوسيدون اليونانية يظل غامضًا بشكل ميؤوس منه» ويجد أن قراءة «زوج الأرض» «يستحيل إثباتها تمامًا».

## بوسيدون في الأوديسا
في ملحمة الأوديسا، ذُكِرَ أن أوديسيوس، ملك أثيكا، أغضب بوسيدون بسبب إنكاره لفضل بوسيدون عليه في انتصاره في حرب طروادة، وقد حكم عليه بوسيدون بأن لايصل إلى أرضه أبدا، وأن يبقى تائها في البحر. وكانت هذه القصة تمثل تحدي الإنسان أوديسيوس للإله بوسيدون.

## بوسيدون وست
يرى بعض المؤرخين ومن بينهم «الأستاذ محمد مصطفى بازامه» أن ست الذي ربط بالإله تيفون يتميز بخصائص ترجح ارتباطه بنفس الإله الليبي هيرودوت، فهو يتميز بالقوة نفسها وهو مايتجلى في كونه إله العواصف والزوابع والرعد والزلازل والسحب، ثم تساءل عما إذا كان كلاهما إله واحد عرف باسم بوسيدون.

## ربط
- http://www.mlahanas.de/Greeks/Arts/Poseidon.htm
- http://www.meditrraneancentre.net/country31.htm
- الآلهة الأمازيغية القديمة
- http://66.90.77.92/Erotes/PoseidonLoves.html
- http://tawalt.com/letter_display.cfm?lg=_tz&ID=2639

## معرض صور

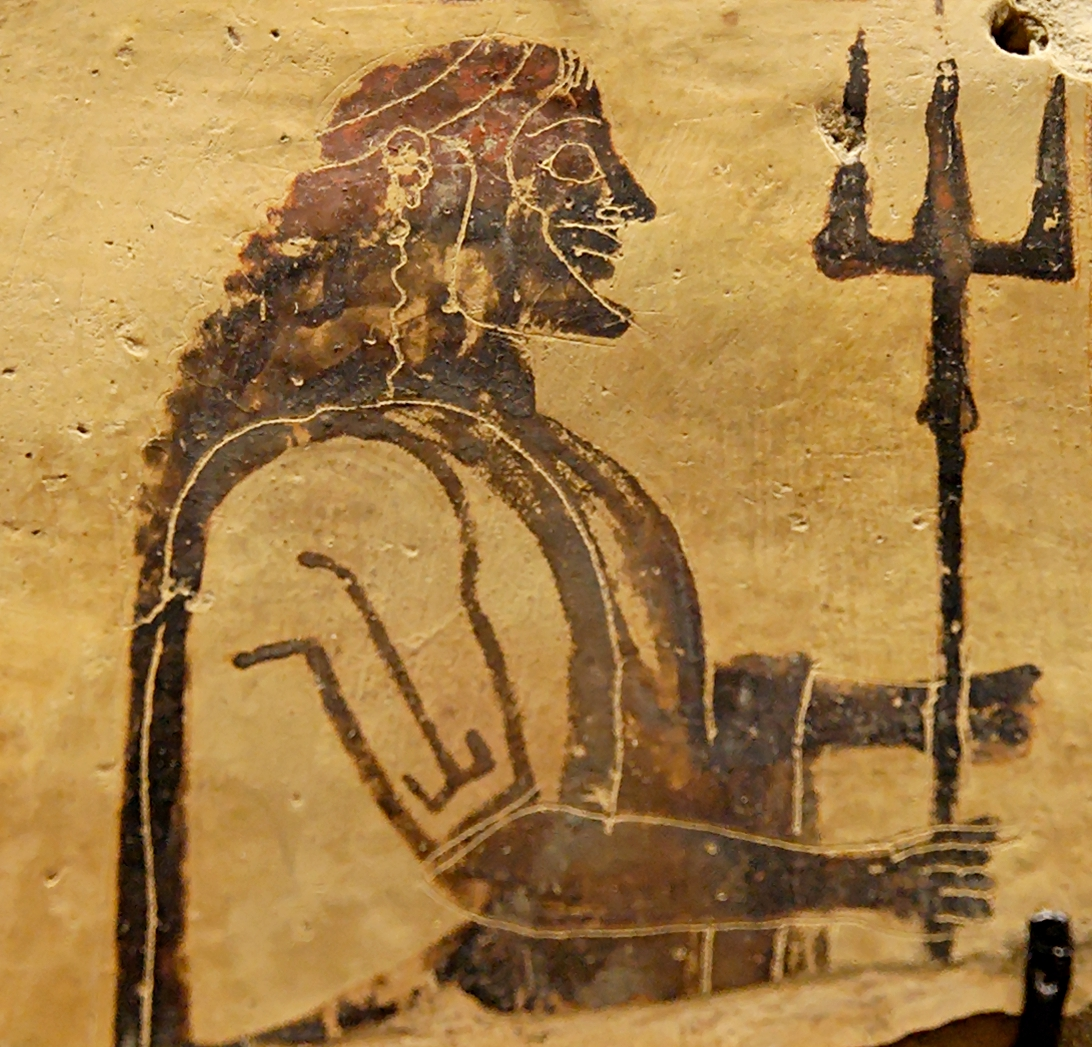
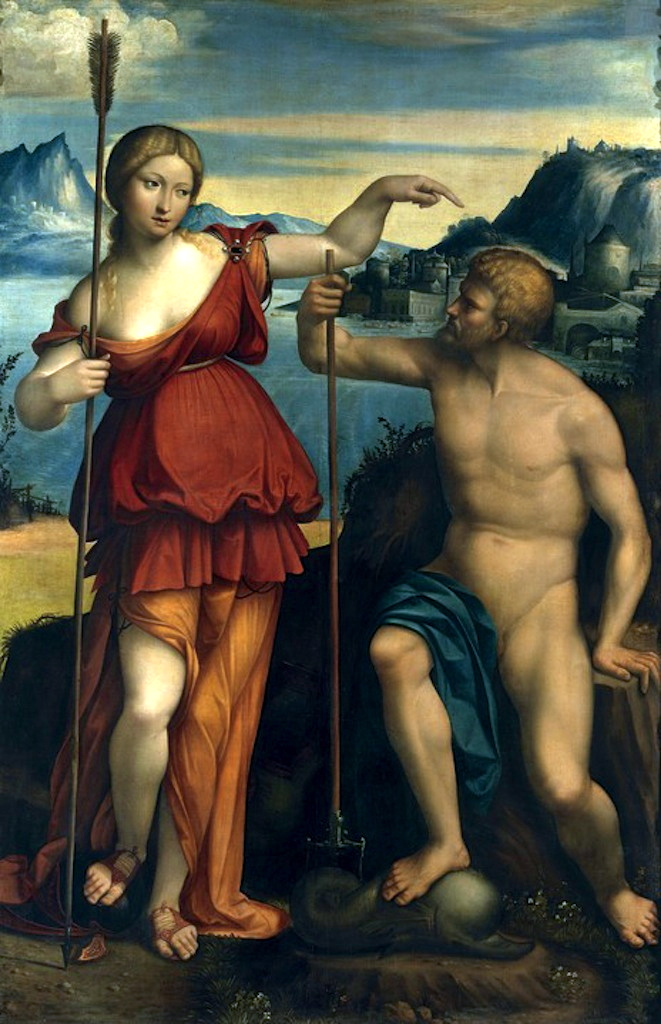
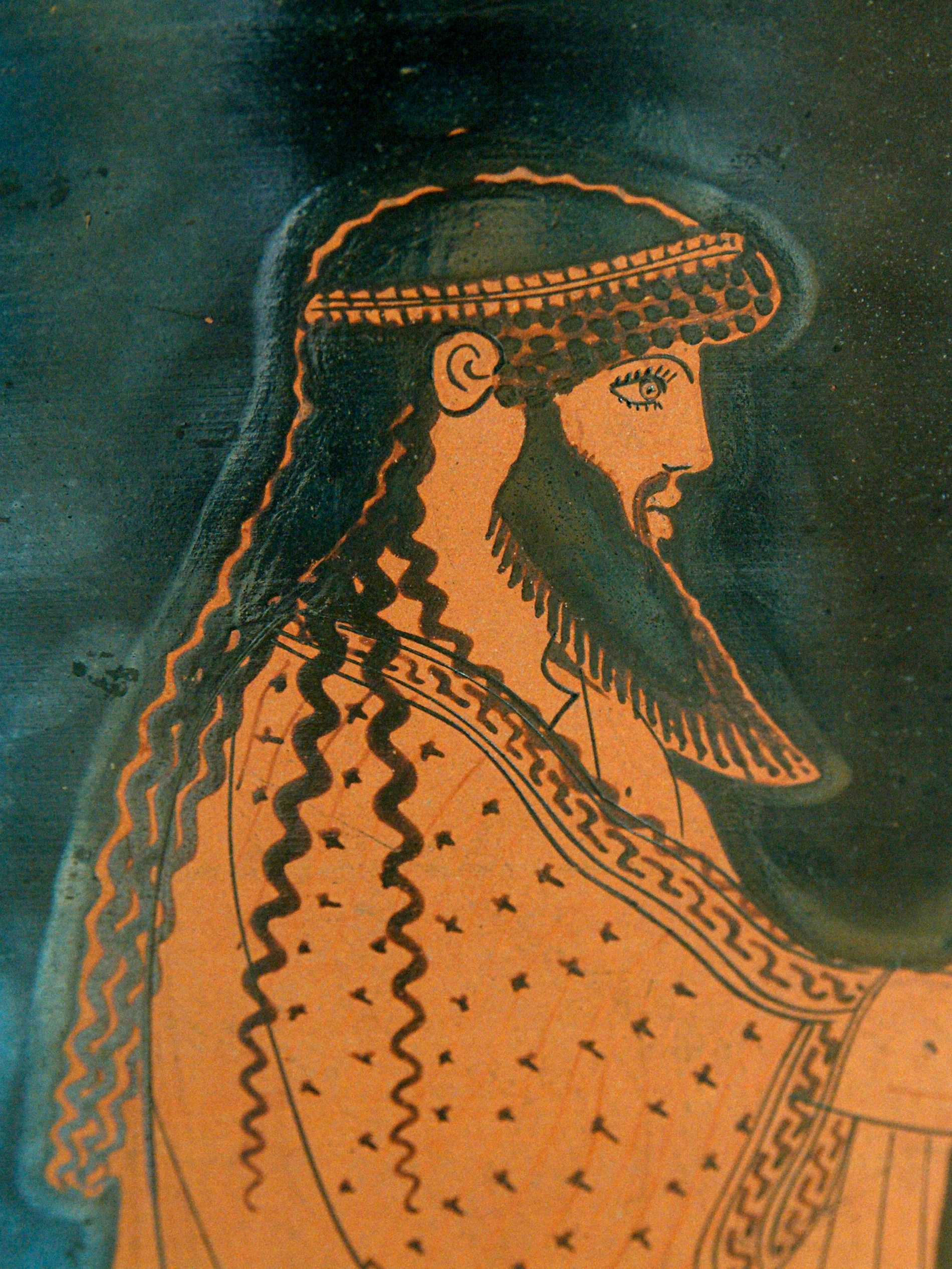
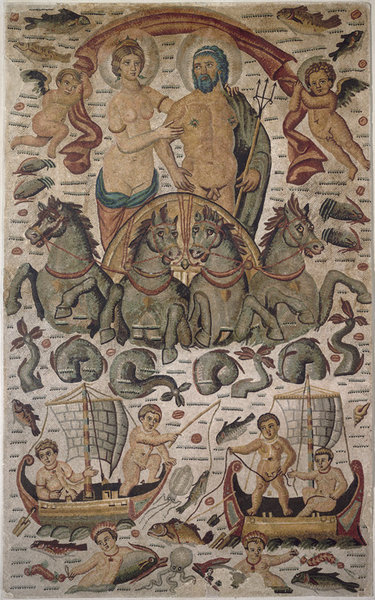